# Les Afriques
Les Afriques é um jornal de economia e finanças semanal. Iniciou sua publicação em 2007, e afirma ser o primeiro jornal financeiro Pan-Africano. Ele é publicado semanalmente e está disponível em quase todos os países de língua francesa.

## História
O jornal começou a sua publicação em julho de 2007. O seu lançamento foi anunciado no programa da TV francêsa Journal de Léman bleu e em vários sites especializados africanos.
Depois de um período de adaptação, utilizando um sistema de franquia, o jornal Les Afriques lançou edições locais no Marrocos, Senegal e Camarões.
Em fevereiro de 2010, a administração do jornal foi transferida para os acionistas majoritários em Casablanca.